# 剣舞子
剣 舞子（つるぎ まいこ、女性、1966年5月2日 - ）は、日本の元プロレスラー。本名：山下 喜美子（やました きみこ）。大阪府大阪市港区出身。165cm、65kg。

## 経歴
ジャパン女子プロレス1期生として1986年8月17日の後楽園ホールにおける対尾崎魔弓&エステル・モレノ戦でデビュー（パートナーはレイナ・ガレゴス）。
1988年2月27日、イーグル沢井と組んで第2代太平洋岸タッグ王座獲得。
1989年4月13日、デビル雅美と組んで、第5代太平洋岸タッグ王座獲得。
1990年5月25日、第4代UWA女子インターナショナル王座獲得。

## 人物
尾崎魔弓らとヒール軍団「GUREN隊」を組んでおり、風間ルミとの抗争の際にリング上で風間のグラビアが掲載された雑誌を投げつけたのは剣であった。

## 得意技
- ダブルリストアームサルト

## 獲得タイトル
- 第2代・第5代太平洋岸タッグ王座（パートナーはイーグル沢井→デビル雅美）
- 第4代UWAインターナショナル女子王座